# Portersville
Portersville é um distrito localizado no estado norte-americano de Pensilvânia, no Condado de Butler.

## Demografia
Segundo o censo norte-americano de 2000, a sua população era de 268 habitantes.
Em 2006, foi estimada uma população de 258, um decréscimo de 10 (-3.7%).

## Geografia
De acordo com o United States Census Bureau tem uma área de
2,1 km², dos quais 2,1 km² cobertos por terra e 0,0 km² cobertos por água. Portersville localiza-se a aproximadamente 364 m acima do nível do mar.

## Localidades na vizinhança
O diagrama seguinte representa as localidades num raio de 16 km ao redor de Portersville.